# Cincinnati Royals 1962-1963
La stagione 1962-63 dei Cincinnati Royals fu la 15ª nella NBA per la franchigia.
I Cincinnati Royals arrivarono terzi nella Eastern Division con un record di 42-38. Nei play-off vinsero la semifinale di division con i Syracuse Nationals (3-2), perdendo poi la finale di division con i Boston Celtics (4-3).

## Roster
| N° | Naz.                   | Ruolo | Sportivo        | Anno | Alt. | Peso |
| -- | ---------------------- | ----- | --------------- | ---- | ---- | ---- |
| 10 | Stati Uniti (bandiera) | G     | Adrian Smith    | 1936 | 185  | 82   |
| 11 | Stati Uniti (bandiera) | G     | Bucky Bockhorn  | 1933 | 193  | 91   |
| 13 | Stati Uniti (bandiera) | A     | Bob Boozer      | 1937 | 196  | 98   |
| 14 | Stati Uniti (bandiera) | GA    | Oscar Robertson | 1938 | 196  | 93   |
| 15 | Stati Uniti (bandiera) | AC    | Wayne Embry     | 1937 | 203  | 109  |
| 16 | Stati Uniti (bandiera) | AC    | Bud Olsen       | 1940 | 203  | 100  |
| 19 | Stati Uniti (bandiera) | A     | Tom Hawkins     | 1936 | 196  | 95   |
| 21 | Stati Uniti (bandiera) | A     | Joe Buckhalter  | 1937 | 201  | 95   |
| 31 | Stati Uniti (bandiera) | GA    | Jack Twyman     | 1934 | 198  | 95   |
| 41 | Stati Uniti (bandiera) | G     | Dan Tieman      | 1940 | 183  | 84   |
| 51 | Stati Uniti (bandiera) | AC    | Hub Reed        | 1936 | 206  | 98   |
| 61 | Stati Uniti (bandiera) | AC    | Dave Piontek    | 1934 | 198  | 104  |

## Staff tecnico
- Allenatore: Charley Wolf